# Guns N' Roses

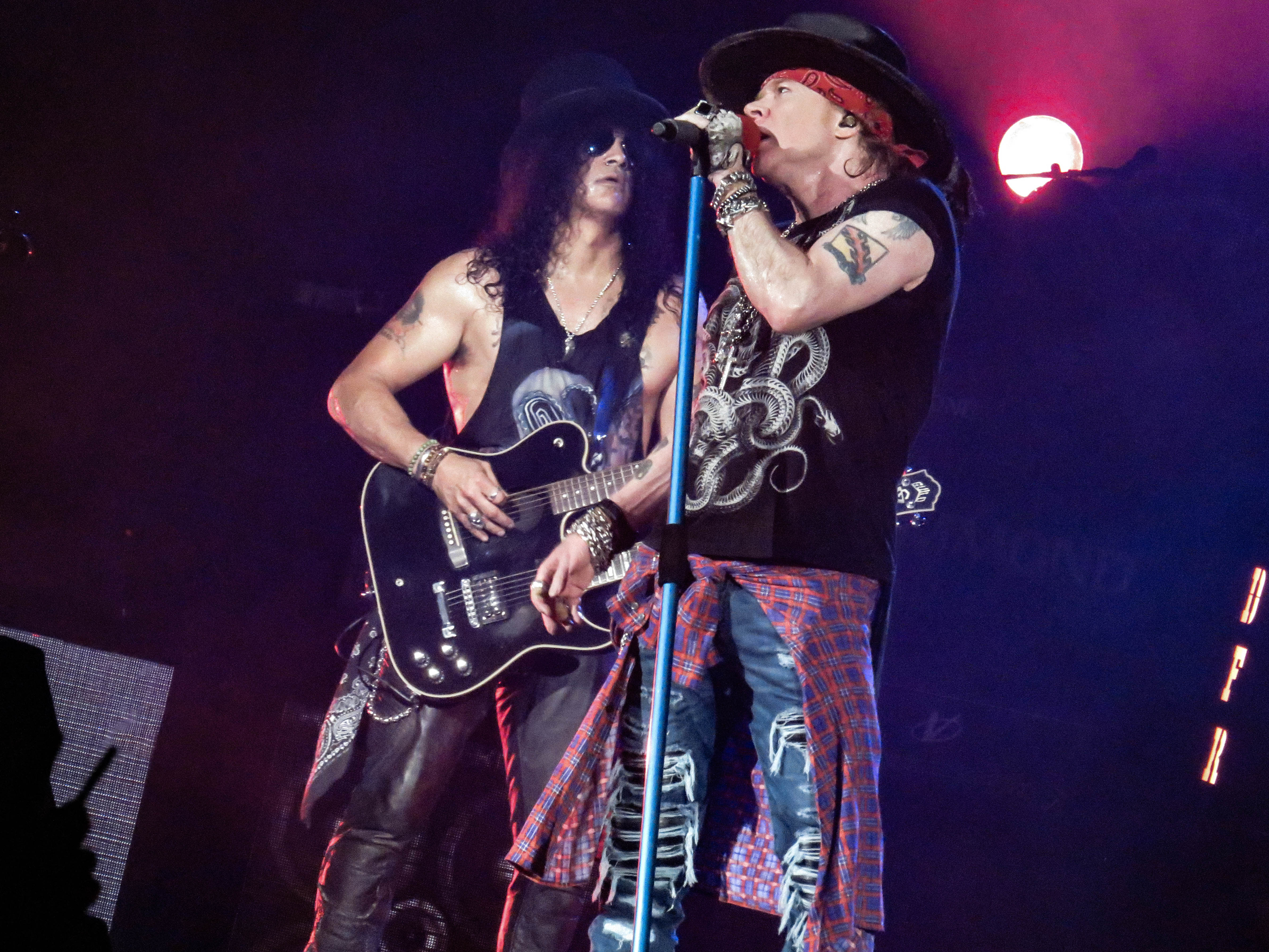
O guitarrista Slash e o vocalista Axl Rose são os rostos mais conhecidos da banda desde o seu auge

Guns N' Roses é uma banda americana de hard rock formada em Los Angeles, Califórnia, em 1985, resultado da fusão entre as bandas locais L.A. Guns e Hollywood Rose. A formação original do grupo era composta pelo vocalista Axl Rose, o baixista Ole Beich, o baterista Rob Gardner e os guitarristas Tracii Guns e Izzy Stradlin. Meses depois, após assinarem com a Geffen Records, a formação "clássica" do grupo contava com Rose, Stradlin, o guitarrista Slash, o baixista Duff McKagan e o baterista Steven Adler. A formação atual inclui Rose, Slash, McKagan, o guitarrista Richard Fortus, os tecladistas Dizzy Reed e Melissa Reese e o baterista Isaac Carpenter.
Nos primeiros anos, o hedonismo e a rebeldia da banda levaram a comparações com os primeiros The Rolling Stones e lhes renderam o apelido de "a banda mais perigosa do mundo". A banda percorreu extensivamente o circuito de clubes da Costa Oeste dos Estados Unidos durante os seus primórdios. Controvérsias significativas seguiram a banda devido a atrasos em apresentações ao vivo e tumultos, letras consideradas problemáticas, a personalidade franca de Rose, problemas com drogas e com álcool de vários outros membros, processos judiciais e disputas públicas com outros artistas. O seu álbum de estreia, Appetite for Destruction, de 1987, lançado junto à turnê homônima, inicialmente teve um desempenho modesto, estreando na posição 182 da Billboard 200. No entanto, um ano após o lançamento, uma campanha espontânea impulsionada pelo videoclipe de "Welcome to the Jungle" trouxe à banda grande popularidade. "Welcome to the Jungle" e "Paradise City" tornaram-se sucessos no top 10, enquanto "Sweet Child o' Mine" foi o único single da banda a alcançar o primeiro lugar na Billboard Hot 100. O álbum vendeu aproximadamente 30 milhões de cópias em todo o mundo, incluindo 18 milhões apenas nos Estados Unidos, tornando-se o álbum de estreia mais vendido do país e o 11.º mais vendido da história. Com sua fusão de punk rock, blues rock e heavy metal, o grupo ajudou a afastar o rock mainstream da era do glam metal dos anos 1980. Além disso, são creditados por revitalizar as power ballads no rock. O segundo álbum de estúdio, G N' R Lies, de 1988, combinou o EP inicial Live ?!@ Like a Suicide, de 1986, com novas faixas acústicas. O disco atingiu a segunda posição na Billboard 200, vendeu 10 milhões de cópias mundialmente (incluindo cinco milhões nos Estados Unidos) e trouxe o sucesso top 5 "Patience" e "One in a Million". Em 1989, Rose convidou Reed para se juntar à banda como tecladista, entrando oficialmente em 1990, durante as gravações dos álbuns Use Your Illusion I e Use Your Illusion II. No mesmo ano, o baterista Steven Adler foi demitido devido ao seu vício em drogas e substituído por Matt Sorum, que ficou até 1997.
Os terceiro e quarto álbuns da banda, Use Your Illusion I e Use Your Illusion II, foram gravados e lançados simultaneamente em 1991. Eles estrearam, respectivamente, nas posições dois e um da Billboard 200 e acumularam vendas combinadas de 35 milhões de cópias no mundo todo (incluindo 14 milhões nos Estados Unidos). Os discos trouxeram sucessos como "You Could Be Mine", versões cover de "Live and Let Die" e "Knockin' on Heaven's Door", além de uma trilogia de ballads "Don't Cry", "November Rain" e "Estranged", acompanhadas por videoclipes de alto orçamento. Os álbuns foram promovidos pela turnê mundial Use Your Illusion Tour, que durou de 1991 a 1993 e se tornou uma das turnês mais assistidas da história. Durante o início da turnê, Stradlin deixou abruptamente a banda em 1991 e foi substituído por Gilby Clarke. Em 1993, o grupo lançou The Spaghetti Incident?, um álbum de covers de punk rock e hard rock. Apesar da recepção relativamente positiva, foi o álbum de estúdio com menor desempenho comercial da banda até então e não contou com uma turnê de divulgação. Esse foi o último álbum de estúdio a contar com Stradlin e Matt Sorum, o único com a participação de Clarke e o último a incluir Slash e McKagan.
Ainda no final da década de 1990, a produção de um novo álbum foi interrompida devido a divergências criativas e conflitos pessoais entre Rose e os demais integrantes. Slash e McKagan saíram da banda em 1996 e 1997, respectivamente, enquanto Clarke e Sorum foram demitidos em 1994 e 1997, respectivamente. Em 1998, novos integrantes se juntaram à banda, sendo eles os guitarristas Paul Tobias e Robin Finck, o baixista Tommy Stinson, o baterista Josh Freese e o multi-instrumentista Chris Pitman. Rose, Reed e a nova banda começaram a compor e gravar novas músicas, o que resultou, em 1999, no lançamento do single promocional "Oh My God" para o filme End of Days. Após esse lançamento, algumas mudanças abruptas ocorreram na formação do grupo. No mesmo ano, Feese saiu da banda para dar lugar ao baterista Bryan Mantia, que ficou até 2006, quando foi substituído por Frank Ferrer. O guitarrista Fink saiu em 1999, retornou em 2000, e permaneceu até 2008; Buckethead também passou pelo grupo de 2001 até 2004. Tobias saiu em 2002, quando Richard Fortus ingressou na banda. Mais tarde, em 2006, o guitarrista Bumblefoot também entraria, seguido por DJ Ashba, que integrou o grupo em 2009.
No decorrer da década de 2000, o tão aguardado sexto álbum de estúdio da banda, Chinese Democracy, foi gravado em diversos estúdios e, após anos de disputas legais envolvendo direitos autorais e vazamentos de músicas, foi finalmente lançado em novembro de 2008, trazendo a faixa-título como primeiro single com "Shackler's Revenge" no seu lado B, seguido dos singles "Better" e "Street of Dreams". Com influências do rock industrial e eletrônico, o álbum teve um custo de produção estimado em US$ 14 milhões, tornando-se o álbum de rock mais caro já produzido na história. Embora tenha estreado na terceira posição na Billboard 200 e recebido críticas geralmente positivas, as suas vendas ficaram abaixo das expectativas do mercado. O álbum foi precedido pela extensa Chinese Democracy Tour, que durou de 2001 a 2011, e, devido a problemas internos da banda, resultou em diversos concertos cancelados. Como Rose não entregou o álbum dentro do prazo, a gravadora Geffen lançou a coletânea Greatest Hits, em 2004, que se tornou um dos álbuns com maior permanência na Billboard 200, alcançando 631 semanas na parada até março de 2023. A banda, especificamente Rose, Stradlin, McKagan, Slash, Adler, Sorum e Reed, foi incluída no Rock and Roll Hall of Fame em 2012. 
Mais mudanças significativas ocorreram na formação do grupo, já na década de 2010. Os guitarristas Bumblefoot e Ashba deixaram a banda em 2014 e 2015, respectivamente, seguidos pelo baixista Stinson em 2016. No início do mesmo ano, Slash e McKagan retornaram à banda após cerca de 20 anos de desentendimentos públicos com Rose. Esse retorno também contou com a inclusão da tecladista Melissa Reese, que já havia trabalhado com Brain, e substituiu Pitman, que saiu em abril desse ano. Essa nova formação resultou na turnê Not in This Lifetime, que se tornou uma das mais lucrativas de todos os tempos, arrecadando mais de US$ 584 milhões até o seu encerramento em 2019. Ironicamente, o nome "Not In This Lifetime" (em português: "não nessa vida") remete a uma fala de 2012 de Rose sobre um possível retorno dos membros clássicos à banda. Como resultado dessa reunião, após 13 anos sem nenhum material inédito de estúdio, a banda lançou as canções "Absurd", "Hard Skool" e a tão aguardada "The General", disponível no lado B do single "Perhaps". Essas gravações marcaram o primeiro material inédito de estúdio do grupo desde 2008 e as primeiras a incluir Slash e McKagan desde o lançamento de "Sympathy for the Devil", em 1994. O grupo vendeu mais de 100 milhões de discos no mundo, incluindo 45 milhões somente nos Estados Unidos, tornando-se uma das bandas mais vendidas da história.

## História

### Formação inicial (1985–1986)
O grupo foi formado no início de 1985 pelos membros do Hollywood Rose Axl Rose (vocais) e Izzy Stradlin (guitarra rítmica); e membros do L.A. Guns Tracii Guns (guitarra solo), Ole Beich (baixo) e Robbie Gardner (bateria). A nova banda criou o seu nome a partir da combinação de dois nomes dos membros do grupo. Depois de pouco tempo (várias fontes indicam que apenas dois ou três shows foram feitos com os integrantes Guns, Beich & Gardner), o baixista Ole Beich foi substituído por Duff McKagan, enquanto a falta de Tracii Guns nos ensaios levou à sua substituição por Slash.
Slash tinha tocado com McKagan no Road Crew e com Stradlin durante um curto período no Hollywood Rose. A nova formação se reunira rapidamente, mas, pouco antes de embarcar em uma turnê curta de Sacramento, na Califórnia, para Seattle, em Washington, o baterista Rob Gardner saiu e foi substituído por um amigo de Slash, Steven Adler (que também era do Road Crew). A banda, que continuou a ser chamada Guns N' Roses, mesmo depois da partida de Tracii Guns, estabeleceu a sua primeira formação estável até o chamado "Hell Tour".
A estreia nos palcos da nova formação aconteceu em 6 de Junho de 1986, no Troubador, em Hollywood, para cerca de 150 pessoas. Após isso, a banda seguiu para Seattle, onde teve a sua turnê de estreia, conhecida por Hell Tour. No caminho entre Los Angeles e Seattle, a van onde viajavam quebrou, não restando alternativa a não ser abandonar o veículo e pedir carona. Com isso, a banda demorou mais de dois dias para chegar, atrasando seu primeiro compromisso em Seattle e causando, como consequência, o cancelamento da turnê inicial do Guns N' Roses pelos Estados Unidos, fazendo com que os membros da banda tivessem que vender parte do equipamento para voltar para casa.
Em 1986, contornando as dificuldades, gravaram um EP (disco de menor duração) com quatro músicas. O nome do disco, lançado de forma independente, era Live ?!*@ Like a Suicide, composto por quatro faixas de fitas demo da banda com o ruído do público sobreposto. Continha covers do Rose Tattoo ("Nice Boys") e do Aerosmith ("Mama Kin"), juntamente com duas composições originais: "Reckless Life" e "Move to the City", ambas coescritas pelo membro fundador do Hollywood Rose, Chris Weber.

### Era doAppetite for DestructioneG N' R Lies(1987–1989)
As dificuldades não durariam muito. Appetite for Destruction foi lançado em julho de 1987 e se tornou, em pouco tempo, o primeiro disco de estreia de uma banda de hard rock a alcançar o primeiro lugar nas paradas e também foi o disco de estreia que mais vendeu na história da música, com cerca de 18 milhões de cópias vendidas somente nos Estados Unidos. À medida que o disco vendia mais e mais, a banda prosseguia com seus shows, abrindo para bandas maiores como Iron Maiden e Rolling Stones, e posteriormente encabeçando seus próprios shows na "Appetite for Destruction Tour".
Foi aclamado pela crítica, mas o álbum e seu primeiro single, "Welcome to the Jungle", ficaram um bom tempo sem muita exposição, quase um ano, até que David Geffen pediu à MTV para transmitir o videoclipe da faixa. Apesar de inicialmente passar apenas de madrugada, logo o vídeo se tornou um dos mais requisitados da emissora. O segundo single, "Sweet Child o' Mine", foi ainda mais bem-sucedido, e quando o terceiro, "Paradise City", foi lançado, o álbum já tinha alcançado o topo das paradas.
"Welcome to the Jungle" também foi destaque em um filme de Clint Eastwood em 1988, The Dead Pool, com participação de membros da banda.
Em 1988, a Geffen decide lançar um novo álbum, G N' R Lies, composto de apenas quatro composições novas e das quatro gravações do EP Live ?!*@ Like a Suicide de 1986. Torna-se claro, neste disco, o caminho que viria a ser tomado pela banda nos anos seguintes. Enquanto as quatro faixas gravadas em 1986 primam pela agressividade e velocidade, as novas faixas de 1988 introduzem instrumentos acústicos que culminam na melosa "Patience". O álbum G N' R Lies também sobe as paradas e se junta a Appetite for Destruction, que continua a vender cada vez mais.
Contrastando com o sucesso cada vez maior, os componentes geram escândalos e controvérsias nos anos que se seguem: agressões a vizinhos e repórteres, tumultos constantes gerados durante os shows, brigas, abuso de drogas e bebida, prisões e dezenas de processos em todos os países por onde a banda passava.

### Era doUse Your IllusioneThe Spaghetti Incident?(1990–1993)

#### Use Your Illusion IeII
Em 1990, a banda começou a gravação de seu álbum seguinte. Durante a gravação de "Civil War", Steven Adler não conseguia tocar bateria de tão viciado que se encontrava com cocaína e heroína, com mais de 30 takes sendo necessários. Como resultado, Adler foi demitido em julho de 1990, sendo substituído pelo baterista Matt Sorum, que havia tocado brevemente com a banda The Cult e que Axl acreditava que poderia salvar o Guns N'Roses. Poucos meses antes, o tecladista Dizzy Reed se tornou o sexto membro do grupo quando ele se juntou como membro oficial. A banda despediu seu empresário, Alan Niven, substituindo-o por Doug Goldstein em maio de 1991.

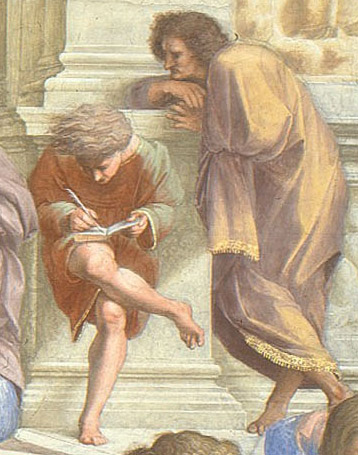
Parte da pintura Escola de Atenas (1509-1511), de Rafael, que inspirou a capa de "Use Your Illusion"

O Guns N' Roses acompanhou os álbuns Use Your Illusion com muitos vídeos, incluindo a trilogia não oficial de vídeos "Don't Cry", "November Rain" e "Estranged".

#### Use Your Illusion Tour
Antes e após o lançamento dos álbuns, o Guns N' Roses embarcou por 28 meses na Use Your Illusion Tour.
Em janeiro de 1991, a banda tocou para o seu maior público até então: 140 mil pessoas no dia 20 de janeiro e 120 mil no dia 23 de janeiro, no festival Rock in Rio 2, realizado no estádio do Maracanã, no Rio de Janeiro. Foram os concertos que marcaram as estreias de Matt e Dizzy na banda. Em maio do mesmo ano, teve início a turnê mundial dos álbuns Use Your Illusion (que seriam lançados meses depois), começando pela cidade americana de East Troy, no Wisconsin, com a turnê durando 26 meses, com 192 shows em 32 países.

Uma turnê se seguiu ao lançamento de Use Your Illusion I e II, e foi justamente este o motivo da saída inesperada de Izzy Stradlin, cansado da vida na estrada. A saída de Izzy ocorreu sem maiores danos à relação dele com o resto da banda. Foi substituído às pressas por Gilby Clarke e, poucos meses depois, lançou seu trabalho solo com a banda Izzy Stradlin and The Juju Hounds, que não obteve a repercussão esperada. A Use Your Illusion Tour durou aproximadamente dois anos e, no começo de 1993, Gilby sofreu um acidente de moto e a banda chamou Izzy às pressas para assumir a guitarra rítmica.

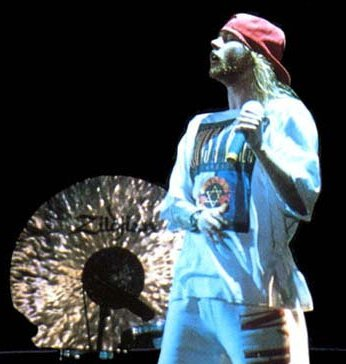
Axl Rose em Israel durante um concerto com o Guns N' Roses em 1993

A turnê se encerra em julho, no Estádio Monumental de Núñez, na Argentina, com um show transmitido ao vivo pela TV e que foi encerrado com um forte abraço entre Axl e Slash. Este é marcado também por ser o último show da antiga formação do Guns N' Roses, com Slash, Duff, Matt e Gilby.
Aconteceu, então, a Guns N' Roses/Metallica Stadium Tour, que juntou a banda com o quarteto de thrash metal conterrâneo Metallica. O evento mais famoso durante a turnê ocorreu durante um show em 8 de agosto de 1992 no Estádio Olímpico de Montreal. O líder do Metallica, James Hetfield, sofreu queimaduras de segundo e terceiro grau no braço esquerdo depois de pisar muito perto de uma explosão de pirotecnia durante a abertura de "Fade to Black". O Metallica foi forçado a cancelar a segunda hora do show, mas prometeu voltar à cidade para mais um show.
Após um longo atraso, durante o qual o público se tornou cada vez mais inquieto, Guns N' Roses, subiu ao palco. No entanto, o tempo reduzido entre as séries não permitiu ajuste adequado de monitores de palco, resultando nos músicos não sendo capazes de se ouvirem. Além disso, Axl alegou que machucou a garganta, fazendo com que a banda saísse no estágio inicial do show. O cancelamento levou a uma revolta da plateia.
A turnê prosseguiu no Arizona, mas com um curativo em Hetfield do cotovelo ao dedo, que deixou-o incapaz de tocar guitarra até que seu braço estivesse totalmente curado. O ex-roadie do Metallica, Metal Church John Marshall, substituiu-o para o resto da turnê na guitarra base, enquanto Hetfield continuou a cantar.

#### The Spaghetti Incident?

Capa do álbum The Spaghetti Incident?

Em 23 de novembro de 1993, o Guns N' Roses lançou um álbum de covers de punk e glam rock intitulado The Spaghetti Incident?. Apesar dos protestos dos demais membros, uma versão não creditada de uma canção escrita pelo serial killer Charles Manson, "Look at Your Game Girl", foi incluída no álbum, a pedido de Axl. Axl pode ser visto usando uma camisa preta de Manson no vídeo "Estranged", de Use Your Illusion II. Ele também pode ser visto vestindo uma camisa vermelha dele em cenas de seu show em Milton Keynes, na Inglaterra, em 1993, com o texto adicional na parte de trás, "Charlie Don't Surf". "Look at Your Game Girl" não foi removida e ainda está caracterizada em prensagens do álbum. Apesar do sucesso inicial, "The Spaghetti Incident?" não coincidiu com as vendas dos álbuns Illusion, e seu lançamento, consequentemente, levou ao aumento da tensão dentro da banda. "The Spaghetti Incident?" vendeu até hoje cerca de 1,4 milhões nos Estados Unidos, sendo considerado um desempenho fraco.

### Hiato (1994–1999)
Entrevistas com membros do Guns N' Roses sugerem que, entre 1994 e 1996, a banda começou a escrever esporadicamente e gravar novo material. Na época, a banda tinha a intenção de lançar um único álbum com 10 ou 12 canções.
Em dezembro de 1994, o Guns N' Roses lançou uma gravação cover dos Rolling Stones, "Sympathy for the Devil". A canção apareceu na trilha sonora do filme Entrevista com o Vampiro e também foi lançada separadamente como um single. É o final do Guns N' Roses com Slash na guitarra, Duff McKagan no baixo e Matt Sorum na bateria. Ele também incluiu Paul Tobias na guitarra rítmica.
Em 1995, Slash sentou com Rose e os outros integrantes da banda para apresentar gravações e demos de músicas e riffs de guitarra compostos por ele. O estilo das gravações era semelhante ao estilo do Appetite For Destruction. Axl rejeitou o projeto de Slash, alegando que as gravações não eram fortes o suficiente para serem lançadas em um álbum e não se encaixavam em seus planos para a banda. Duff McKagan também não aprovou as músicas. Slash estava organizando a sua banda, o Slash's Snakepit. Pouco tempo depois, Axl chamou Slash para conversar e disse que havia mudado de ideia a respeito das gravações e decidira gravar as músicas para lançar em um álbum, porém Slash já havia lançado as músicas com o Slash's Snakepit. O álbum foi batizado de "It's Five O' Clock Somewhere". O episódio teria deixado Rose bastante irritado.
A gravação de "Sympathy for the Devil", bem como a tensão entre ele e Rose, levaram Slash a deixar a banda oficialmente em Outubro de 1996. Ele foi substituído pelo guitarrista de turnê do Nine Inch Nails Robin Finck em janeiro de 1997, que assinou um contrato de dois anos com a banda em agosto de 1997, tornando-o um membro oficial. Matt Sorum foi demitido em abril de 1997 e, em seguida, o baixista Duff McKagan se demitiu em agosto de 1997. Com isto, todos os membros que haviam participado na gravação de Appetite for Destruction (com exceção de Rose) haviam saído da banda. Em 1998, Rose realizou uma conferência de imprensa com o seu novo elenco. Em 1998, ele fez um dueto com o cantor e guitarrista conterrâneo Bruce Springsteen em um cover da música dos Beatles "Come Together".
McKagan foi o último da formação de Appetite a sair, em agosto de 1997, sendo substituído em 1998 por Tommy Stinson (ex-The Replacements). Sorum foi substituído por Chris Vrenna por um tempo curto em abril-maio de 1997, seguido brevemente pelo Pod, e finalmente por Josh Freese, no verão de 1997. Até o final de 1998, uma nova versão do Guns N' Roses surgiu: muitos músicos vieram e se foram da banda nova, mas o grupo central incluiu Rose, Stinson, o tecladista Dizzy Reed e o multi-instrumentista Chris Pitman.
Em novembro de 1999, a Geffen Records lançou Live Era: '87-'93, uma coletânea de performances ao vivo de vários concertos durante as turnês de Appetite for Destruction e Use Your Illusion. A banda devia, à Universal/Interscope, um álbum ao vivo, que foi, principalmente, montado por Duff, que, na época, ainda era um parceiro de banda.

### EraChinese Democracy,o "novo Guns N' Roses" (1999–2011)

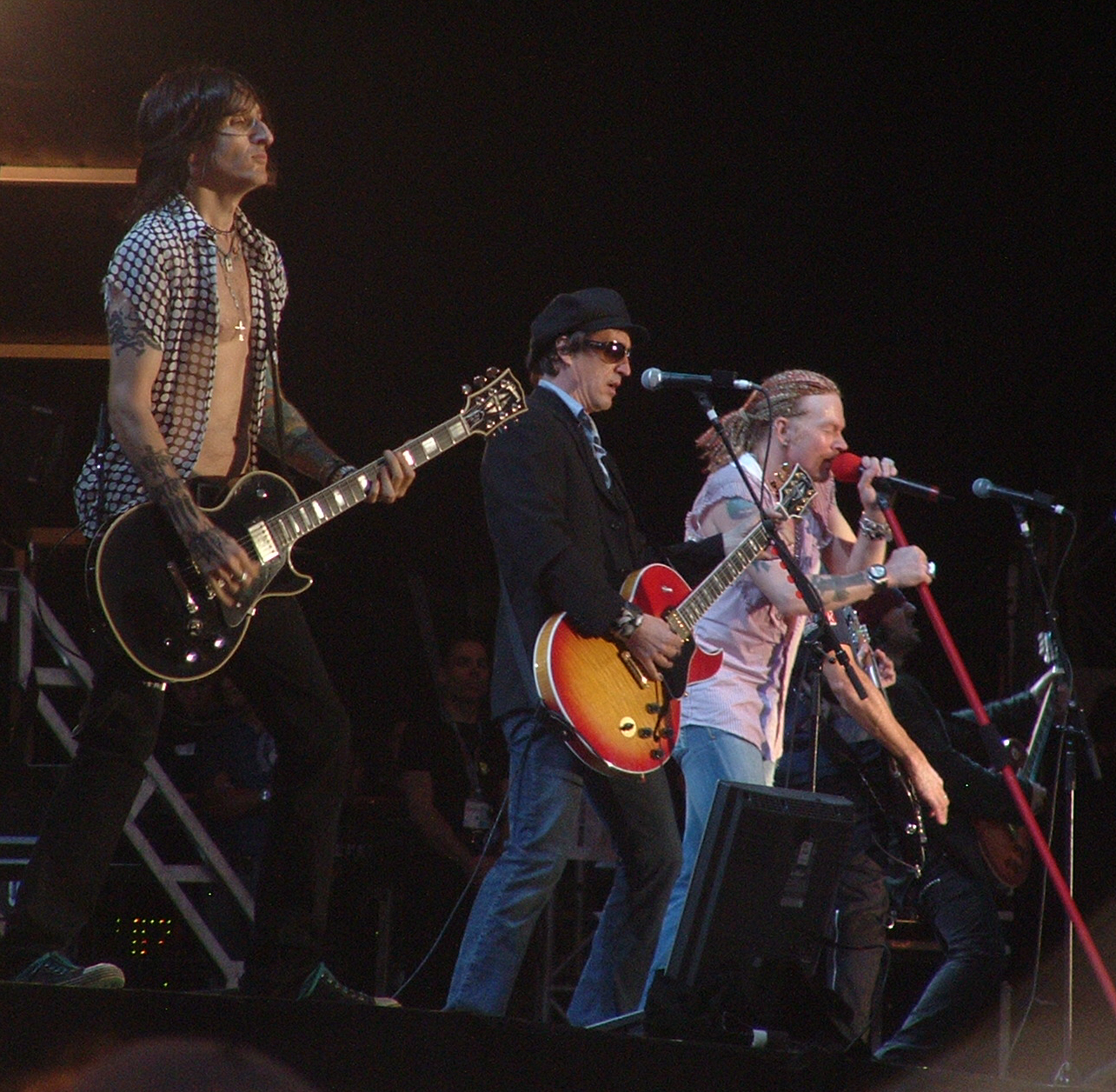
Guns N' Roses se apresentando no Download Festival em 2006 com a participação especial do ex-integrante Izzy Stradlin

Em 1999, a banda lançou uma nova música, "Oh My God", que foi incluída na trilha sonora do filme Fim dos Dias. A faixa de trabalho foi caracterizada pelas guitarras adicionais de Dave Navarro e Gary Sunshine, o professor de guitarra pessoal de Rose. O lançamento da canção foi destinado a ser um prelúdio para o seu novo álbum, intitulado Chinese Democracy.
Também em 1999, durante uma entrevista com Kurt Loder da MTV, Axl disse que ele tinha regravado Appetite for Destruction com a banda então nova, além de duas canções que ele havia substituído por "Patience" e "You Could Be Mine".
Chinese Democracy estaria sendo feito desde 1994, com Rose como único membro original ainda na banda. Em 1999, o guitarrista Robin Finck saiu da banda para se reunir com o Nine Inch Nails em turnê. Em 2000, o guitarrista de vanguarda Buckethead entrou para o Guns N' Roses como um substituto de Finck. O baterista Josh Freese foi substituído por Bryan Mantia (ex-Primus). Robin Finck voltou para a banda no final de 2000, para complementar Buckethead na guitarra solo.
Em 2000, o Guns N' Roses é anunciado como uma das principais atrações do festival Rock in Rio III, que seria realizado em janeiro de 2001 no Rio de Janeiro. Sendo a primeira grande apresentação do grupo desde 1993, o show foi marcado como 'a volta do Guns N' Roses' e também por ser o maior público na história da banda, com cerca de 240 mil pessoas. A formação consistia em Axl, Dizzy, Tommy, Robin, Paul, Buckethead, Brain e Chris Pitman, este último não reconhecido como membro oficial da banda. No show, além dos grandes sucesso foram apresentadas cinco canções novas, "Oh My God", "Madagascar", "The Blues" (posteriormente lançada como "Street of Dreams"), "Silkworms" (posteriormente lançada como "Absurd") e "Chinese Democracy". Em uma homenagem inusitada, Robin Finck tocou uma versão rock and roll do sucesso "Sossego", do cantor brasileiro Tim Maia.
Em 2002, Paul Tobias abandonou a banda. Foi substituído por Richard Fortus, ex-Love Spit Love. O grupo seguiu com shows em agosto na Europa e na Ásia, seguidos por uma aparição surpresa no MTV Video Music Awards. Em novembro, começaram nova turnê americana, mas o primeiro show, em Vancouver, foi cancelado pelo fato de Axl não conseguir ir para o Canadá. 16 shows se seguiram, esgotando-se em mercados como Nova Iorque e não vendendo bem em mercados menores. Então, um show na Filadélfia foi cancelado por supostos problemas repentinos de saúde de Axl. Os 15 mil fãs presentes se revoltaram e destruíram o local, e o resto da turnê foi cancelada.
Dois anos depois, em março de 2004, o guitarrista Buckethead abandona a banda, alegando falta de interesse do Axl em lançamento de material e shows, fato que só seria oficialmente anunciado quatro meses depois. Com a saída de Buckethead, a banda cancela sua apresentação no Rock in Rio Lisboa, que aconteceria no mesmo ano. Nenhum guitarrista substituto fora anunciado.
No mesmo mês, a Geffen lançou a coletânea Greatest Hits, já que o novo álbum de estúdio Chinese Democracy não saía há 11 anos. Rose demonstrou seu desprazer com o álbum, já que a lista de faixas fora feita sem seu consentimento, e tentou impedir seu lançamento. Falhou, e o álbum foi sucesso de vendas. Em 2006, o guitarrista Ron "Bumblefoot" Thal foi contratado, e a banda fez uma turnê com shows em Europa (inclusive no Rock in Rio Lisboa) e América do Norte, estendida para México, Ásia e Oceania em 2007. Foram convidados a tocar no Live Earth - mas no Brasil, sendo que a banda estava em turnê na Ásia, o que levou-os a recusar. Dois shows em um festival na África do Sul foram cancelados após o Tommy Stinson machucar o pulso.

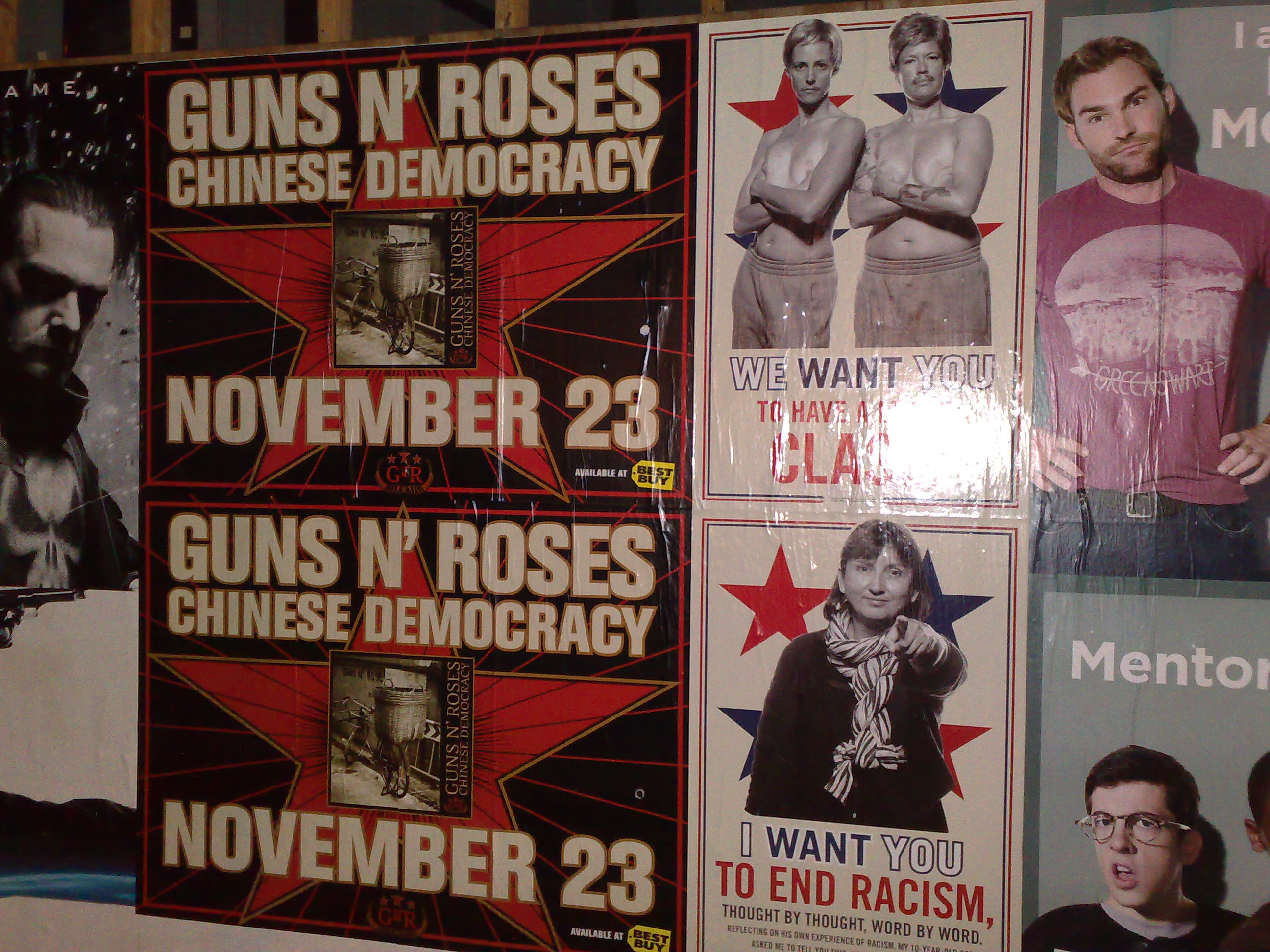
Cartazes na rua anunciando o lançamento de Chinese Democracy

Em maio de 2006, o Guns N' Roses reaparece com cinco shows em Nova York, sendo um acústico. Poucos dias depois, a banda divulga uma grande turnê europeia que se inicia em Madrid, no final de maio de 2006, como um show de aquecimento para o festival Rock in Rio Lisboa, onde a banda era uma das principais atrações, novamente. Estados Unidos e Canadá completaram as passagens do Guns N' Roses em 2006, totalizando 21 países. Em dezembro de 2006, Axl Rose publica uma carta aberta ao fãs no site oficial do Guns, falando sobre o atraso no lançamento do Chinese Democracy e seu relacionamento com Merck Mercuriadis, seu empresário. Axl explica que, quando concordara em fazer a turnê norte-americana, ele e Merck tinham em mente que o CD seria lançado em 26 de dezembro, o que acabou não acontecendo.

Capa final do álbum Chinese Democracy

No ano seguinte, em 2007, o Guns N' Roses continua a turnê, que teve seu último show no Japão, em julho. Quanto ao Chinese Democracy, nenhuma data era oficializada, então a marca de refrigerante Dr Pepper publicou que iria distribuir uma garrafa de bebida de graça para cada cidadão dos Estados Unidos, caso o álbum fosse lançado até 31 de dezembro de 2008. No dia 23 de novembro de 2008, depois de 13 anos de espera, o Chinese Democracy é lançado em todo o planeta. O disco já conseguiu a marca de 5,1 milhões de cópias vendidas no mundo e adquiriu um disco de platina nos Estados Unidos. A banda não fez nada para promover o disco: nada de clipes, entrevistas e muito menos shows. A única coisa significativa até então foi o lançamento do disco no jogo Rock Band. O Chinese Democracy se torna o álbum mais esperado de todos os tempos, tendo até agora um custo de produção de aproximadamente 13 milhões de dólares estadunidenses.
A banda anunciou, em fevereiro de 2009, o guitarrista DJ Ashba para substituir o guitarrista Robin Finck, que deixara o grupo para entrar em turnê com sua ex-banda, o Nine Inch Nails.

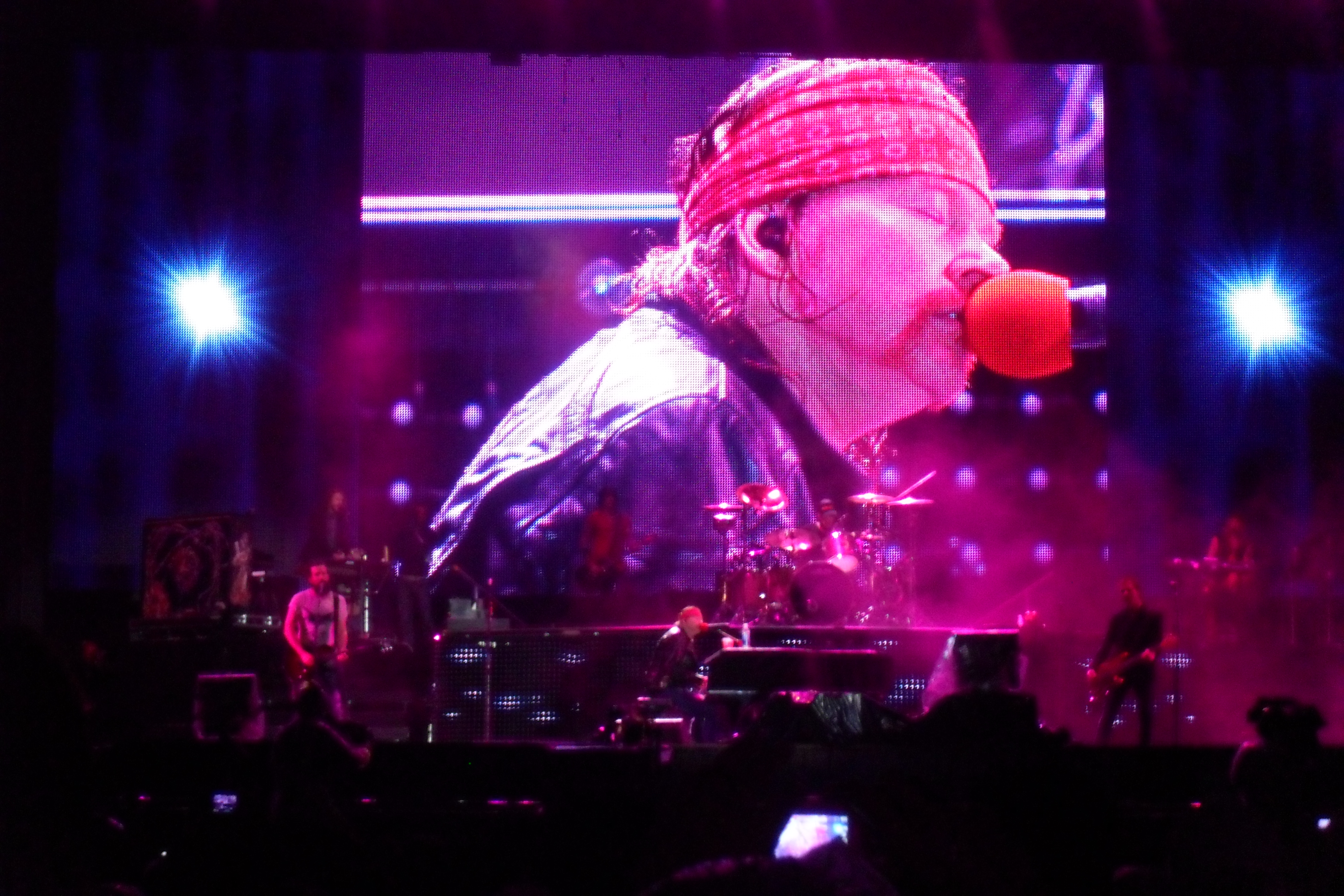
Guns N' Roses no Rock In Rio IV em 2011

No dia 11 de dezembro de 2009, foi dado o início à Chinese Democracy World Tour (oficial, já que a "Chinese Democracy World Tour" começou em 2001, mas o álbum a ser promovido não havia sido lançado ainda).
Um dos shows da turnê, no Japão, teve mais de três horas de duração. O Guns voltou a tocar covers que não entravam mais no repertório, como "Whole Lotta Rosie" do AC/DC e "Nice Boys" do Rose Tattoo. A turnê também marca o novo visual de Axl, agora com cabelo liso, curto, loiro, e uma bandana, sempre de calça jeans e camisetas de cores variadas. No show em Osaka, o álbum Chinese Democracy foi quase tocado na íntegra, faltando apenas as faixas "Riad N' the Bedouins" e "There Was a Time".
No dia 21 de março, foi confirmado, no site do Rock in Rio, a presença da banda, com uma apresentação no dia 2 de outubro de 2011. No mesmo mês, foram feitos shows na Argentina e no Peru.

### Próximo álbum, Rock and Roll Hall of Fame e Tour 2012

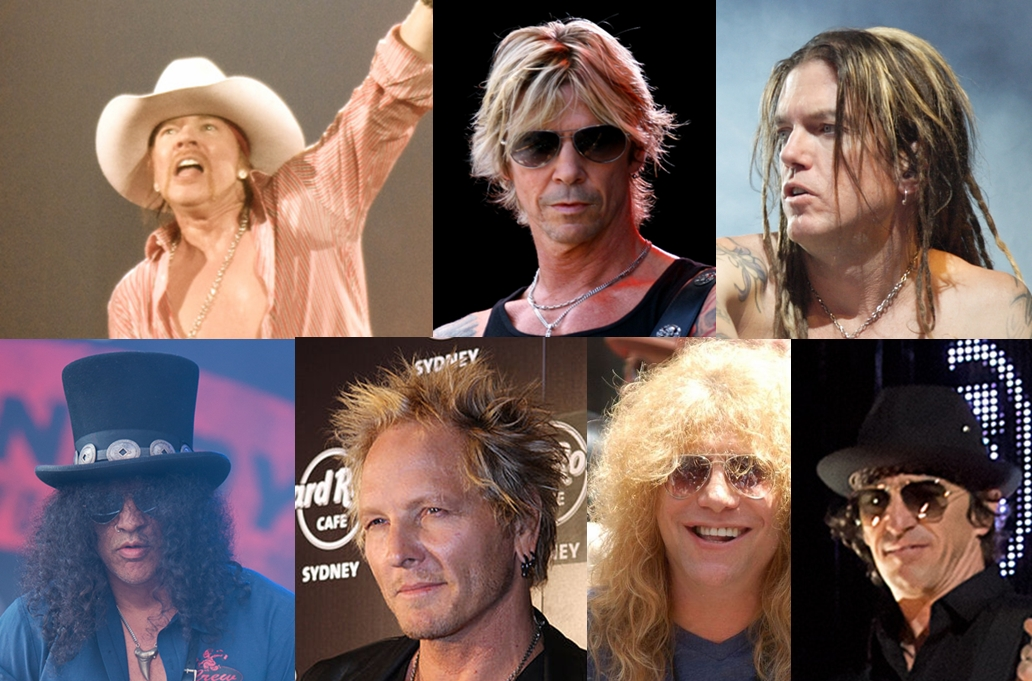
Membros da formação clássica do Guns N' Roses introduzidos no Hall da Fama do Rock and Roll. Linha superior: Axl Rose, Duff McKagan, Dizzy Reed. Fileira inferior: Slash, Matt Sorum, Steven Adler, Izzy Stradlin

Em uma entrevista de 2007, Sebastian Bach, amigo próximo de Axl Rose, declarou que a música The General tinha um som "pesado" com "gritos vocais" e também disse que era uma continuação da balada clássica Estranged, do álbum Use Your Illusion II. Bach também afirmou que Chinese Democracy seria o primeiro de uma trilogia de álbuns novos, e que Rose tinha dito, a ele, que o terceiro, ainda sem título, estava previsto para 2012.
Em uma entrevista à estação de rádio australiana Triple M, DJ Ashba disse: "Axl tem muitas grandes canções escondidas na manga. Ele provavelmente tem três discos de material gravado". Ele disse que o cantor senta ao piano e toca. "Eu penso, isso é fabuloso. As pessoas têm que ouvir essa música. E ele responde, "Ah, isso é só uma coisa na qual eu tô matutando". Ele é simplesmente um gênio quando o assunto é música e eu mal posso esperar para ele sentar com um violão e apenas escrever. Ele tem esse dom que é muito, muito raro."
Em 27 de setembro de 2011, a banda foi indicado como finalista para ser incluída no Rock and Roll Hall of Fame. Os cinco homenageados seriam anunciados no fim de 2011. A banda se apresentou no Rock in Rio IV no dia 2 de Outubro.
Após ser indicada para o Rock and Roll Hall of Fame, foi especulada uma possível reunião do grupo. Duff McKagan disse, à Associated Press: "Claro que há uma chance. Eu não sei o quão real é essa chance." Slash também falou sobre a reunião à Billboard: "Claro que há especulações sobre como será caso sejamos premiados, mas, no caso do Guns N' Roses, realmente não há como adivinhar o que pode acontecer. Eu suponho que, se acontecer, todos irão tentar se entender de alguma forma. Mas acho que o primeiro a se fazer é esperar e ver se seremos incluídos no 'Hall', já que sabemos o quão imprevisível isso pode ser".
Axl deu a entender que talvez exista a possibilidade de um reencontro com Slash. "Eu não sei o que isto significa em relação a mim e a velha banda - eu não sei - tudo ainda está indefinido. É uma honra estar na indicação e eu sei que existe definitivamente uma parcela dos fãs que realmente gostarão disto".
No dia 7 de dezembro de 2011, foi confirmada a introdução da banda no Rock and Roll Hall of Fame, com a cerimônia marcada para o dia 14 de abril de 2012. Enquanto o guitarrista Slash simplesmente postou em seu X: "É uma honra", e o baixista Duff McKagan apenas repostou o anúncio original, os ex-bateristas do Guns, Steven Adler e Matt Sorum, opinaram sobre uma reunião na cerimônia do Hall of Fame. "Significaria muito para mim", Steven Adler disse à revista Rolling Stone sobre a possibilidade de Axl Rose aparecer para uma performance com a formação original. "Eu, pessoalmente, quero terminar o que comecei. Se nós começamos isso, vamos encerrar a carreira tocando juntos, pelo menos uma vez".
Em 20 de janeiro de 2012, Bumblefoot falou sobre uma possível turnê a decorrer em Fevereiro. Não se sabe por enquanto se viajará em apoio de um novo álbum. Guns N' Roses anunciou shows nos Estados Unidos e Europa.
Em entrevista à revista Metal Hammer, Dizzy Reed reforçou a hipótese da formação original da banda reunida no Hall of Fame:
| “ | Eu sei que toda a banda original vai estar lá. Eu não sei exatamente o que vai acontecer, mas tenho certeza de que será muito legal. [...] Honestamente, não temos falado nisso. Eu não sei quando, como ou porque, mas tenho certeza de que chegará o dia em que teremos, todos nós, que conversar sobre esse assunto. | ” |

Em 11 de abril, Axl Rose emitiu um comunicado na página oficial da banda no Facebook dizendo que não iria à cerimônia de indução e que não gostaria de ser homenageado.  Após a cerimônia, Axl postou, na página da banda no Facebook, um pedido de desculpas à cidade de Cleveland (onde a cerimônia ocorrera), e detalhou os motivos de sua recusa do prêmio: "eu ainda não sei exatamente o que é o Hall, ou como ou por que ele ganha dinheiro, para onde vai o dinheiro, quem escolhe os jurados, e por que algum jurado pode escolher, dentre todas as pessoas do mundo que contribuíram para o gênero, quem é suficientemente "roque" para entrar no Hall".
Em 14 de abril de 2012, os ex-integrantes da banda  Slash, Duff McKagan, Gilby Clarke, Steven Adler e Matt Sorum se reuniram no Rock and Roll Hall of Fame. O grupo tocou "Mr. Brownstone", "Sweet Child o' Mine", and "Paradise City" com Alter Bridge e Myles Kennedy (vocalista da banda de Slash) suprindo a ausência de Axl.

### Reunião (2015-atualmente)

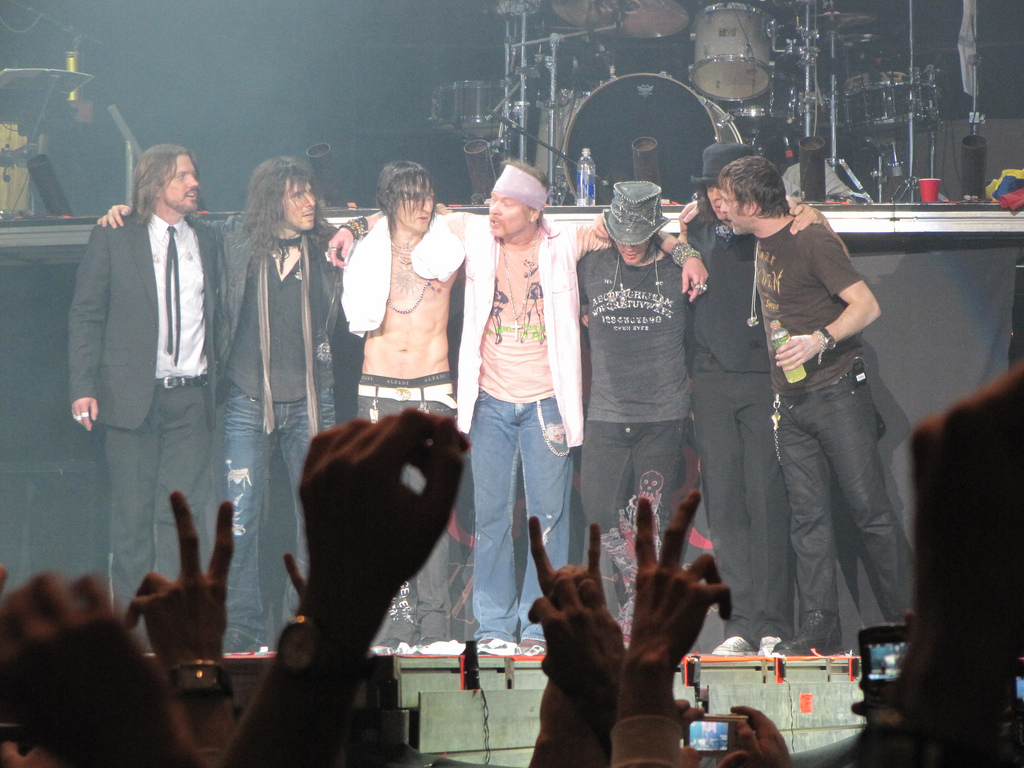
O Guns N' Roses encerrando um show em Caracas, Venezuela em 27 de março de 2010

Ainda em 2012, o Guns N' Roses fazem uma pequena temporada na casa de shows The Joint, no Hard Rock Casino, em Las Vegas. A série de shows é intitulada Appetite For Democracy, em comemoração aos 25 anos do seu álbum de estreia, Appetite For Destruction, e aos quatro anos do álbum mais recente, Chinese Democracy. As apresentações foram gravadas e prometidas para serem lançadas como um filme-concerto da banda. Seria o primeiro lançamento em vídeo da banda, desde 1992, com o lançamento de Use Your I e II, que foram as gravações da turnê Use Your Illusion divididas em dois volumes.
No ano seguinte, 2013, a banda seguiu sem mais novidades, apenas realizando diversos concertos por várias cidades. Finalmente, o Guns N' Roses anunciou uma turnê sul-americana para o início de 2014 que passaria por vários países e cidades da América do Sul. A turnê durou em torno de um mês, abrangendo o final de março e boa parte do mês de abril. Passou pelo México, Brasil, Argentina, Paraguai e Bolívia. Algumas performances contaram com a presença do ex-baixista da banda, Duff McKagan, devido a Tommy Stinson estar reunido com sua outra banda, The Replacements, em turnê. A turnê se encerrou em Fortaleza, em abril.
Ao retornar aos Estados Unidos, Axl Rose recebeu o prêmio Ronnie James Dio Lifetime Achievement Award, e fez uma pequena apresentação com o Guns N' Roses no Revolver Golden Gods Awards. Axl recebeu o prêmio das mãos de Nicolas Cage, que declarou ser um grande fã da banda. Após a turnê sul-americana e da premiação no Golden Gods Awards, Axl e a banda fizeram uma pequena temporada no Hard Rock Casino em Las Vegas, uma pequena turnê intitulada NoTrickery! An Evening Of Destruction. Em 1 de julho de 2014, o grupo, então, finalmente consegue lançar o seu filme-concerto intitulado Appetite For Democracy 3D Live at Hard Rock Hotel & Casino - Las Vegas. Foi disponibilizado em DVD, Blu-ray, 3D e digital, e em edições Deluxe incluindo CDs e também foi levado a seletos cinemas.
Desde o final de 2014, especula-se se um dos guitarristas da banda, Ron "Bumblefoot" Thal, estava fora do grupo. O músico dizia querer focar apenas em sua carreira solo, mas nunca confirmou oficialmente sua saída, dando apenas declarações consideradas vagas e inconclusivas. Ele chegou a afirmar que "havia pistas suficientes por aí". Em julho de 2015, outro dos guitarristas, DJ Ashba, anunciou sua saída do grupo para se dedicar apenas à sua outra banda Sixx:A.M. Poucos dias depois, em 31 de julho de 2015, um jornalista da rádio WRIF afirma ter confirmado a saída do membro com uma fonte ligada à banda.

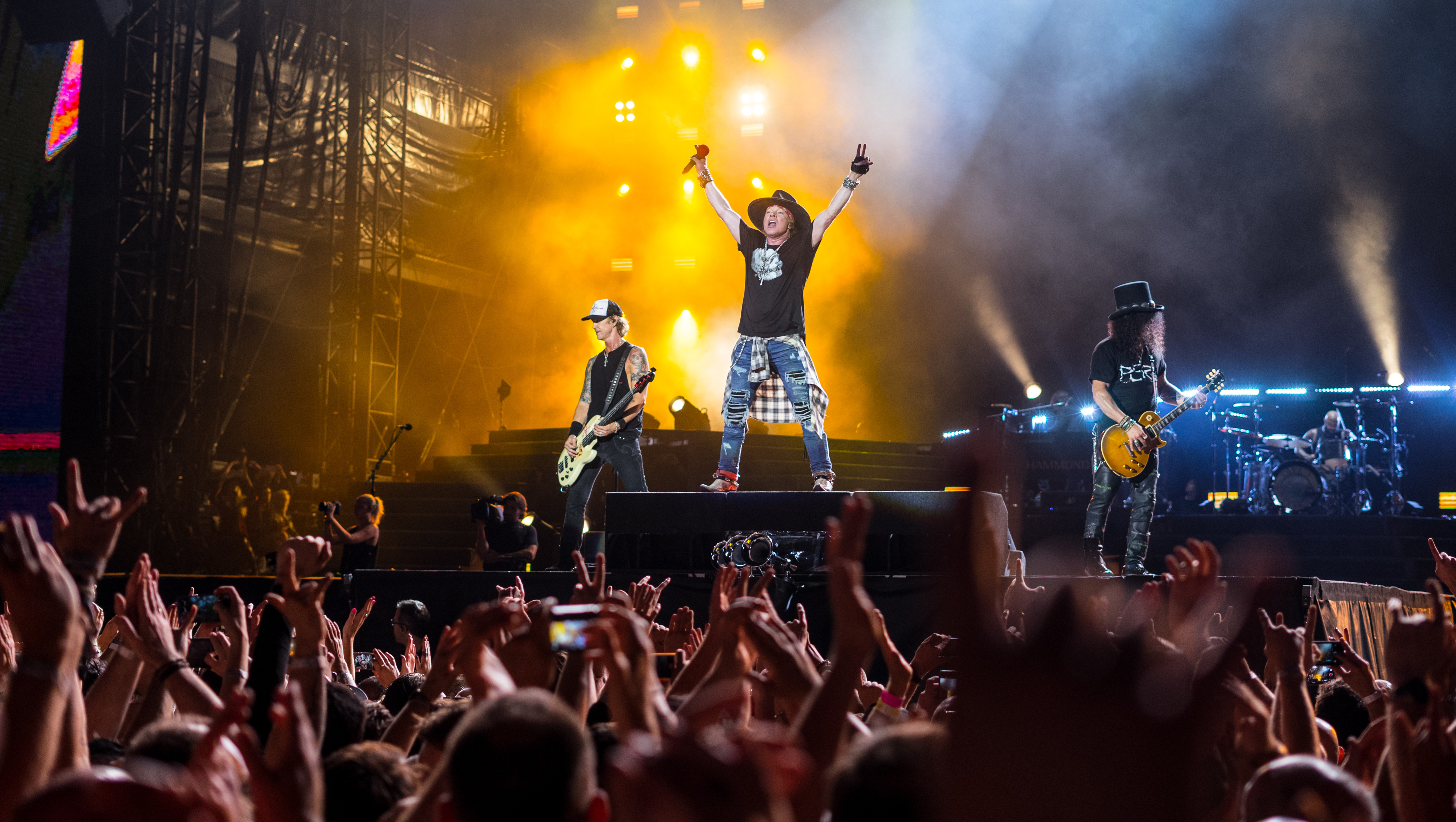
O retorno de Duff e Slash para a banda

No final de dezembro de 2015, a banda já indicava que a reunião com a formação clássica aconteceria. No dia 30 de dezembro, a Billboard confirmou o retorno da formação original e show no próximo festival Coachella de 2016.
Em 5 de janeiro de 2016, os membros originais da banda Slash e Duff McKagan confirmaram que participariam da reunião do Guns N' Roses no festival Coachella em abril, através das suas contas oficiais nas redes sociais. Em abril do mesmo ano, o esperado retorno aos palcos do Guns N' Roses com Slash e Duff pela primeira vez em 20 anos chegou mais cedo do que o previsto, com um show surpresa na noite de sexta-feira na casa de shows Troubadour, em Los Angeles: um espaço pequeno, mas que marcou a carreira da banda. Na apresentação, Melissa Reese, que já havia trabalhado em diversos projetos do antigo baterista do Guns N' Roses Bryan Mantia, do substituiu Chris Pitman como segundo tecladista. Durante a apresentação de 6 de julho, em Cincinnati, a banda contou pela primeira vez desde 1990 com a participação do baterista Steven Adler. Ele tocou nas músicas "Out ta Get Me" e "My Michelle". Adler ainda participaria de apresentações da banda em Nashville, Los Angeles e Buenos Aires.

O nome da turnê foi inspirado numa fala de Rose em 2012, quando ele respondeu "Not in this lifetime" (em português: "não nessa vida") à pergunta sobre uma possível reunião com Slash e McKagan. Essa frase acabou sendo usada justamente para nomear a turnê de reunião com Slash e Duff.

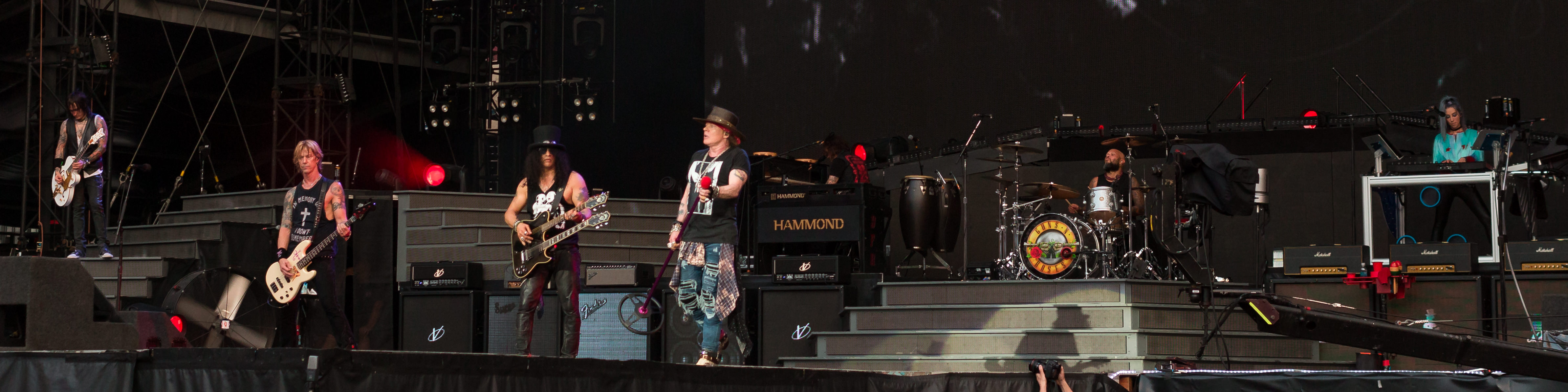
Formação mais loga da banda. Da esquerda para a direita: Richard Fortus, Duff McKagan, Slash, Axl Rose, Dizzy Reed, Frank Ferrer e Melissa Reese

Em outubro de 2021, foi anunciado um novo EP da banda, chamado "Hard Skool", com 4 faixas, sendo duas ao vivo e duas inéditas, marcando o primeiro lançamento desde a volta de Slash e Duff McKagan para a banda em 2016, e o primeiro desde Chinese Democracy, de 2008.
No dia 18 de agosto de 2023, foi lançado o single "Perhaps", faixa originalmente gravada na década de 2000, durante as sessões do álbum Chinese Democracy, e que já havia sido vazada anteriormente em 2019 com outras faixas da mesma época (incluindo a própria "Hard Skool' que acabou sendo lançada oficialmente dois anos mais tarde). A música ainda recebeu um vídeo clipe que mostra momentos ao vivo no palco e bastidores, atingindo mais de 6 milhões de visualizações no YouTube.
Em março de 2025, num anúncio feito pela página oficial da banda no Instagram, foi informada a saída do baterista Frank Ferrer, o baterista mais antigo na carreira histórica da banda, que ficou 19 anos contínuos. O seu substituto, Isaac Carpenter, foi anunciado no dia seguinte, e já trabalhou no estúdio e em apresentações ao vivo com McKagan no passado.

## Membros

### Membros atuais
- Axl Rose – vocais e piano (1985–presente)
- Slash – guitarra e backing vocals (1985–1996, 2016–presente)
- Duff McKagan – baixo e backing vocals (1985–1997, 2016–presente)
- Dizzy Reed – teclados, piano, percussão e backing vocals (1990–presente)
- Richard Fortus – guitarra rítmica e backing vocals (2002–presente)
- Melissa Reese – teclados e backing vocals (2016–presente)
- Isaac Carpenter – bateria (2025–presente)

## Discografia

### Álbuns de estúdio
- Appetite for Destruction (1987)
- G N' R Lies (1988)
- Use Your Illusion I (1991)
- Use Your Illusion II (1991)
- The Spaghetti Incident? (1993)
- Chinese Democracy (2008)

### Álbuns ao vivo
- Live Era '87-'93 (1999)

### Coletâneas
- Use Your Illusion (1998)
- Greatest Hits (2004)
- Appetite for Democracy 3D (2014)
- Appetite for Destruction: Locked N' Loaded (2018)

### EPs
- Live ?!*@ Like a Suicide (1986)
- Guns N' Roses aka Live From The Jungle (1987)
- The "Civil War" EP (1993)
- Hard Skool (2022)

### Sítios oficiais
- «Sítio oficial»
- «Loja oficial»

### Redes sociais
- Canal oficial no YouTube
- Canal oficial da VEVO no YouTube
- Página oficial no Facebook
- Perfil oficial no Instagram
- Perfil oficial no X
- Perfil oficial no Threads
- Perfil oficial no TikTok
- Perfil oficial no Myspace

### Streamings
- «Apple Music»
- «Spotify»
- «Deezer»
- «Amazon Music»
- «YouTube Music»
- «Tidal»
- «Pandora». (Somente nos Estados Unidos)